# 双原子碳
双原子碳，是高温下碳单质的一种双原子分子存在形式，分子式为C2，在碳蒸汽中存在，可通过电弧制备（同时产生C60），在彗星, 恒星大气层, 和星际物质中，以及蓝色的烃火焰中也存在。

## 化学
儘管价键理论认为，形成这种分子的唯一途径是形成碳碳四键，以满足八隅体规则。比较特殊的是，其中的σ键比π键更活泼，这是很少见的情况。然而，根据分子轨道理论，其中仅含有2个π键，而没有σ键，为了能够造成轨道间的最大重叠，键长比预计的小很多。